# Терновская, Нинель Фёдоровна
Нинель Фёдоровна Терновская (23 марта 1927, РСФСР, СССР — 27 апреля 2021, Москва, Россия) — советская и российская театральная актриса, народная артистка России (1996), актриса Российского академического молодёжного театра.

## Биография
Родилась 23 марта 1927 года.
Она с детства мечтала стать актрисой. Увидев объявление о наборе в студию при Центральном детском театре, ещё в девятом классе решила, что пойдёт туда учиться.
В январе 1945 года была принята в студию; тогда ей было всего 17 лет.
В 1948 году завершила обучение актёрскому мастерству в студии при Центральном детском театре и была принята в труппу ЦДТ (ныне — Российский академический Молодёжный театр). Сыграла в этом театре более 100 ролей. В 2013 году завершила свою длительную театральную карьеру, ушла на заслуженный отдых.
Умерла на 95-м году жизни 27 апреля 2021 года в Москве. Похоронена на Хованском кладбище.

## Награды
- Народная артистка России (11.12.1996).
- Заслуженный артист РСФСР (31.07.1970).

## Работы в театре
Российский академический молодёжный театр — театральная работа
- Гусыня — «Кошкин дом»;
- Рита Устинович — «Как закалялась сталь»;
- Ворона, Снежная королева, Атаманша — «Снежная королева»;
- Николь — «Мещанин во дворянстве»;
- Укроп — «Приключения Чиполлино»;
- Лиса Алиса — «Золотой ключик»;
- Шурпанатха, Мантхара — «Рамаяна»;
- Софья Ивановна — «Мертвые души»;
- Каргана — «Веселое сновидение»;
- Ольга Носова — «Традиционный сбор»;
- Злая мачеха — «Сказки Пушкина»;
- Тетка Елена — «Сказка о четырех близнецах»;
- Понсия — «Дом Бернарды Альбы»;
- Госпожа Тенардье — «Отверженные»;
- Матильда — «Сон с продолжением»;
- Настасья Панкратовна — «Тяжелые дни»;
- Мария Бонифатьевна — «Кабанчик»;
- Купчиха — «Про Иванушку-дурачка»;
- Мадам Роза — «Жизнь впереди»;
- Миссис Сноу — «Поллианна».

## Фильмография
Нинель Терновская приняла участие в пяти спектаклях, поставленных на телевидении:
- 1967 — «Сон с продолжением» (фильм-спектакль), Матильда.
- 1969 — «Рамаяна» (фильм-спектакль), Шурпанакха.
- 1972 — «Сказка о четырёх близнецах» (фильм-спектакль), тётка Елена.
- 1976 — «Финист — Ясный сокол» (фильм-спектакль)
- 1991 — «Женька-наоборот» (фильм-спектакль)